# Cuts
Cuts ist eine französische französische Gemeinde mit 955 Einwohnern (Stand: 1. Januar 2022) im Département Oise in der Region Hauts-de-France. Sie gehört zum Kanton Noyon und zum Gemeindeverband Pays Noyonnais.

## Geografie
Die Gemeinde Cuts liegt im Pays Noyonnais an der Grenze zum Département Aisne, 23 Kilometer ostnordöstlich von Compiègne. Umgeben wird Cuts von den Nachbargemeinden Varesnes im Nordwesten und Norden, Brétigny im Norden und Nordosten, Camelin im Osten und Südosten, Nampcel im Süden, Caisnes im Südwesten und Westen sowie Pontoise-lès-Noyon im Westen und Nordwesten.

## Bevölkerungsentwicklung
| Jahr                       | 1962 | 1968 | 1975 | 1982 | 1990 | 1999 | 2006 | 2013 | 2021 |
| -------------------------- | ---- | ---- | ---- | ---- | ---- | ---- | ---- | ---- | ---- |
| Einwohner                  | 669  | 667  | 641  | 689  | 736  | 858  | 945  | 937  | 961  |
| Quellen: Cassini und INSEE |      |      |      |      |      |      |      |      |      |

## Sehenswürdigkeiten
- Kirche Mariä Himmelfahrt
- Schloss Cuts
- Nationaler Soldatenfriedhof von Cuts, 1920 geschaffen

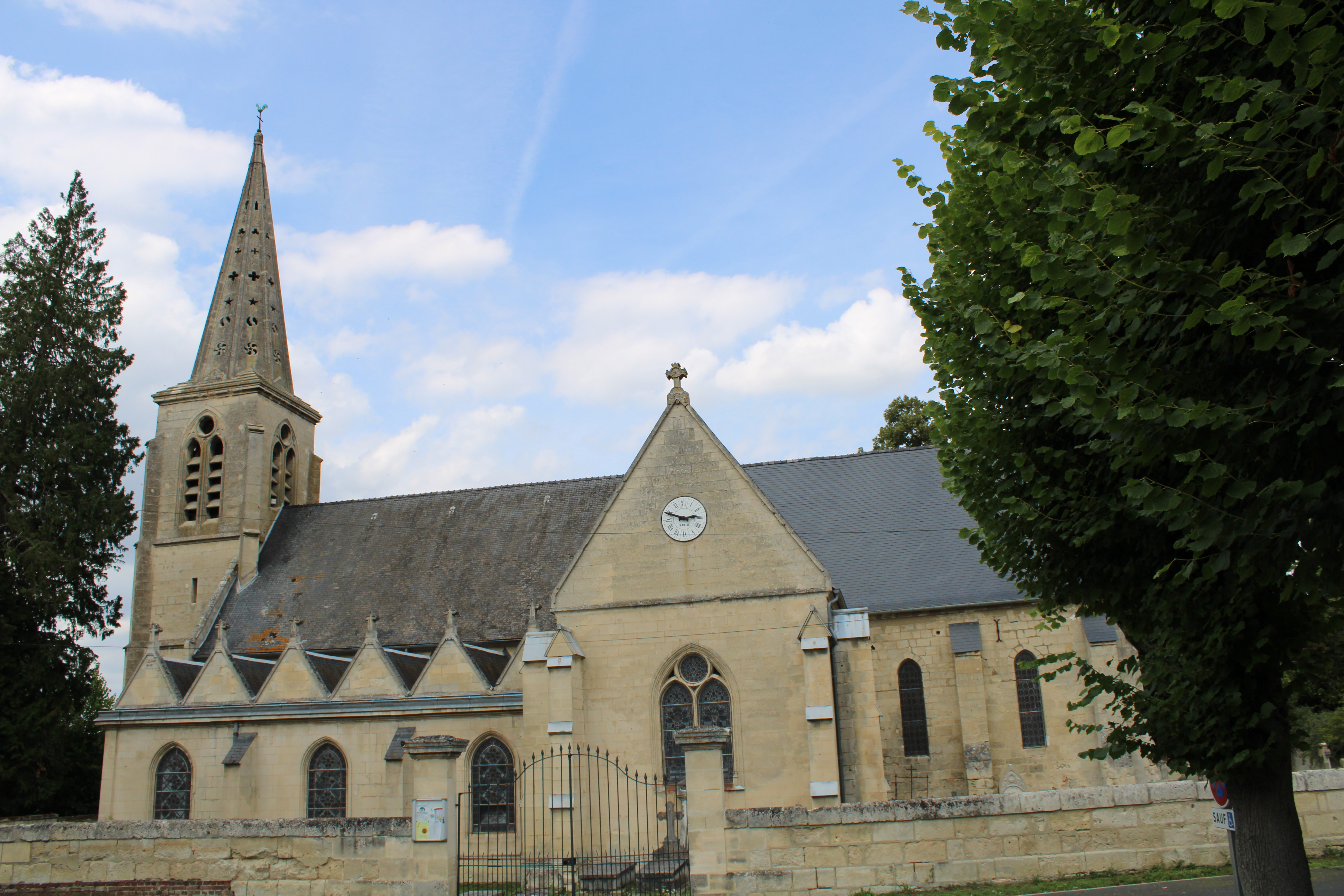
Kirche Mariä Himmelfahrt
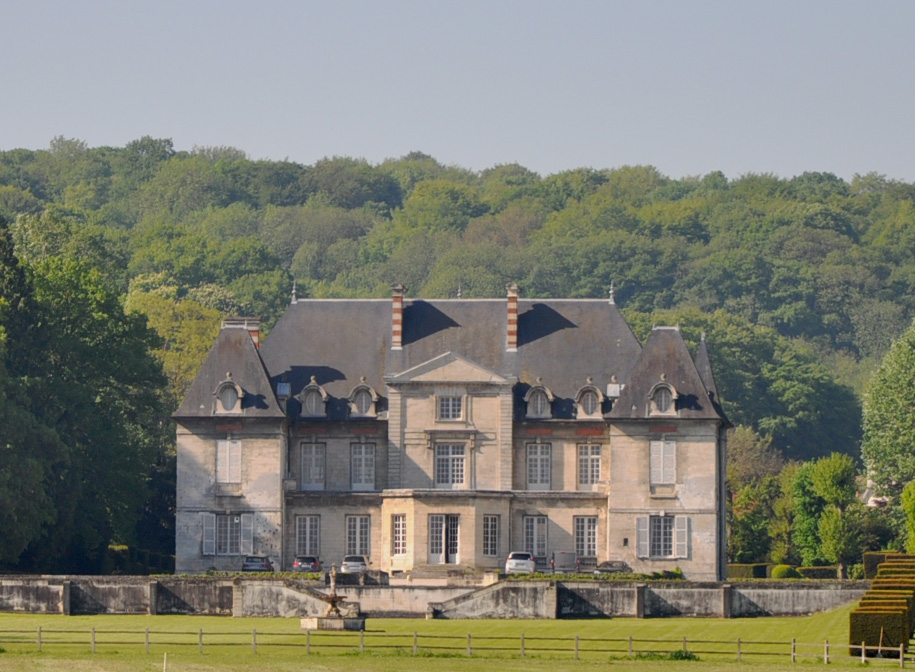
Schloss Cuts
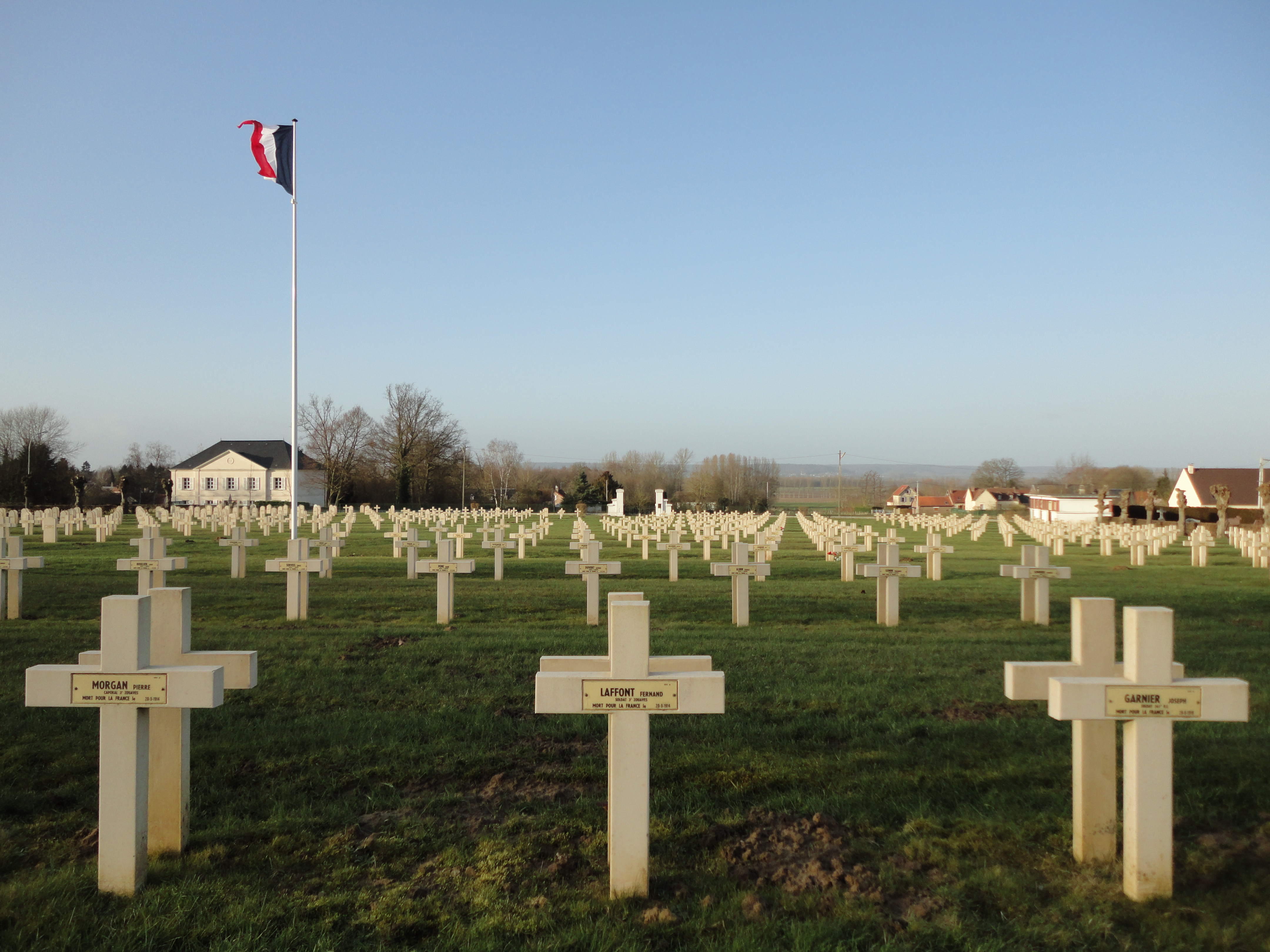
Nationaler Soldatenfriedhof

## Persönlichkeiten
- Petrus Ramus (1515–1572), Humanist